# Peucetia flava
Peucetia flava là một loài nhện trong họ Oxyopidae.
Loài này thuộc chi Peucetia. Peucetia flava được Eugen von Keyserling miêu tả năm 1877.